# Laura Mersini-Houghton

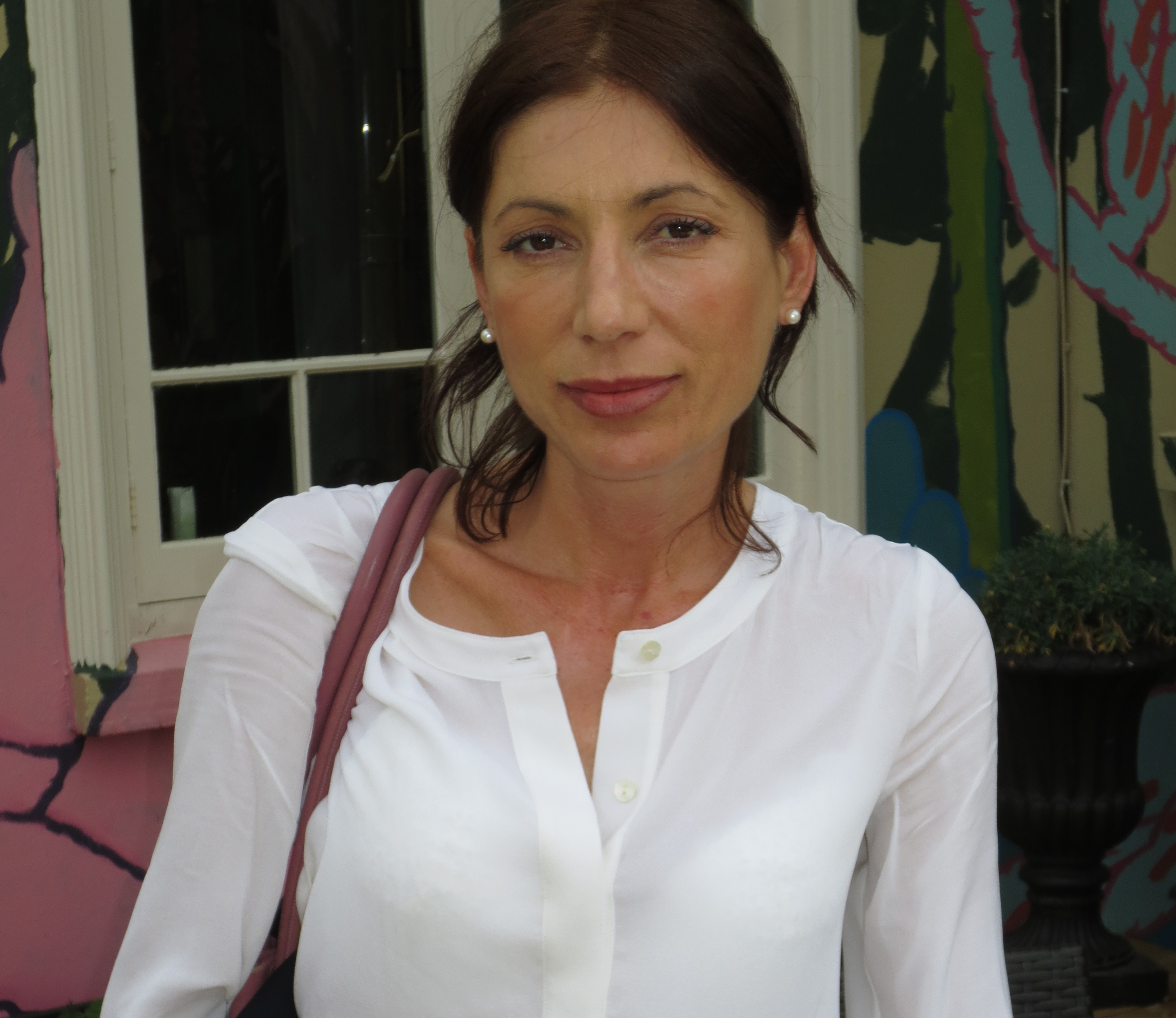
Laura Mersini-Houghton (2014)

Laura Mersini-Houghton, geboren als Laura Mersini (* in Tirana) ist eine albanisch-amerikanische Kosmologin und theoretische Physikerin. Sie ist Professorin für Theoretische Physik und Kosmologie an der University of North Carolina at Chapel Hill.

## Leben
Laura Mersini wurde in Tirana, Albanien, als Tochter des Mathematikers und renommierten Wirtschaftswissenschaftlers Nexhat Mersini geboren.
Sie studierte zunächst an der Universität Tirana, wo sie ihren Bachelor of Science erwarb. 1994 erhielt sie ein achtmonatiges Fulbright-Stipendium für die University of Maryland, College Park. An dieser Universität schloss sie ihr Masterstudium 1997 ab. Im Jahr 2000 wurde Mersini der Doktorgrad von der University of Wisconsin–Milwaukee verliehen.
Nach ihrer Promotion war Mersini-Houghton von 2000 bis 2002 als Postdoktorandin an der italienischen Scuola Normale Superiore in Pisa engagiert, von 2002 bis 2003, ebenfalls als Postdoktorandin, an der Syracuse University.
Im Januar 2004 nahm Mersini-Houghton eine Stelle als Assistenzprofessorin für theoretische Physik und Kosmologie an der University of North Carolina an. In einer Reihe von Veröffentlichungen in den Jahren 2004 bis 2006 stellte sie die Theorie auf, dass das Universum aus einem Multiversum entstanden ist, und machte eine Reihe von überprüfbaren Vorhersagen, zu denen auch die Existenz der Giant Void gehört. Im Jahr 2008 wurde sie zur Professorin ernannt, 2009 zur außerordentlichen Professorin und später zur ordentlichen Professorin befördert. Zudem ist sie Gastprofessorin am Fachbereich für Angewandte Mathematik und Theoretische Physik der University of Cambridge und am CITA der University of Toronto in Kanada.
Am 11. Oktober 2010 trat Mersini-Houghton in einer BBC-Sendung mit dem Titel What Happened Before the Big Bang auf (zusammen mit Michio Kaku, Neil Turok, Andrei Linde, Roger Penrose, Lee Smolin und anderen Physikern), in der sie ihre Theorie des Universums als Wellenfunktion in der Landschaft Multiversum vorstellte. Ihre Vorhersagen wurden später erfolgreich durch das Planck-Satelliten-Experiment getestet.
Im September 2014 behauptete Mersini-Houghton, mathematisch nachweisen zu können, dass die derzeitigen Theorien zur Entstehung von Schwarzen Löchern unter bestimmten Annahmen über die Firewalls von Schwarzen Löchern fehlerhaft sind. Sie behauptete, dass die Hawking-Strahlung dazu führe, dass der Stern so viel Masse verliere, dass er nicht mehr die ausreichende Dichte habe, um ein Schwarzes Loch zu erzeugen. Zusammen mit Stephen Hawking organisierte sie 2015 eine Konferenz in Stockholm, um diese Themen zu diskutieren.

## Forschungsschwerpunkte
Der Schwerpunkt ihrer Arbeit liegt auf dem frühen und späten Universum sowie auf der globalen Struktur der Raumzeit. Mersini-Houghton ist eine Verfechterin der Multiversumshypothese und Autorin einer Theorie über den Ursprung des Universums, die besagt, dass unser Universum eines von vielen ist, die durch die Quantengravitationsdynamik von Materie und Energie ausgewählt wurden. Sie argumentiert, dass Anomalien in der gegenwärtigen Struktur des Universums am besten durch den gravitativen Einfluss anderer Universen erklärt werden können.

## Veröffentlichungen
- Mit Rudy Vaas: The Arrows of Time: A Debate in Cosmology, Berlin 2012. ISBN 978-3642232589
- Before the Big Bang: The Origin of Our Universe from the Multiverse, London 2022. ISBN 978-1847925510